# Semiconvertible

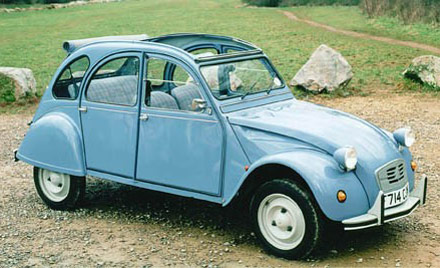
Citroën 2CV, un modesto semiconvertible con la capota de tela enrollada

Un automóvil semiconvertible ("cabrio coach" en inglés) es un tipo de automóvil que tiene una capota textil que se puede retirar, similar a un descapotable. La diferencia es que los descapotables normalmente carecen de pilares intermedios, mientras que un semiconvertible conserva toda la carrocería hasta la parte superior de los marcos de las puertas, y la capota suele ser un lienzo de tela enrollable o un panel rígido que se puede retirar.
Una ventaja de este tipo de carrocería es que conserva gran parte de la estructura original del automóvil, lo que significa que en principio disponen de una mayor rigidez estructural que los descapotables tradicionales.
Si el techo de un vehículo incluye paneles de metal fijos además de la capota blanda, se puede considerar que es un vehículo de capota rígida con un techo solar, en lugar de un semiconvertible propiamente dicho.

## Historia
Este tipo de techo ya era frecuente en Alemania en la década de 1930 y se hizo popular gracias a automóviles como el Mercedes-Benz Ponton, el Saab 92, el Citroën 2 CV, el Fiat 500 de 1957, el GAZ M-20 Pobeda y Fuldamobil. A menudo se denominaba "Webasto", ya que la empresa alemana con ese nombre ha sido desde entonces el principal proveedor de techos de tela para automóviles, tanto producidos en fábrica como en forma de repuestos o accesorios.[cita requerida]
Una variante en la que se conservaba la ventana de vidrio trasera fija del sedán original apareció por primera vez en la década de 1930, y tenía la ventaja de que podía adaptarse más fácilmente a un automóvil existente; era una opción de fábrica (aunque figuraba como un modelo separado) para el Volkswagen Escarabajo hasta 1963.
Algunos coches más modernos también cuentan con este estilo de techo, como por ejemplo los BMW Serie 3 Compact, Volkswagen Polo, Nissan Figaro, Isuzu Amigo, Fiat 500 de 2007, Citroën C3 Plurial y Suzuki Vitara/Sidekick.